# كميونة

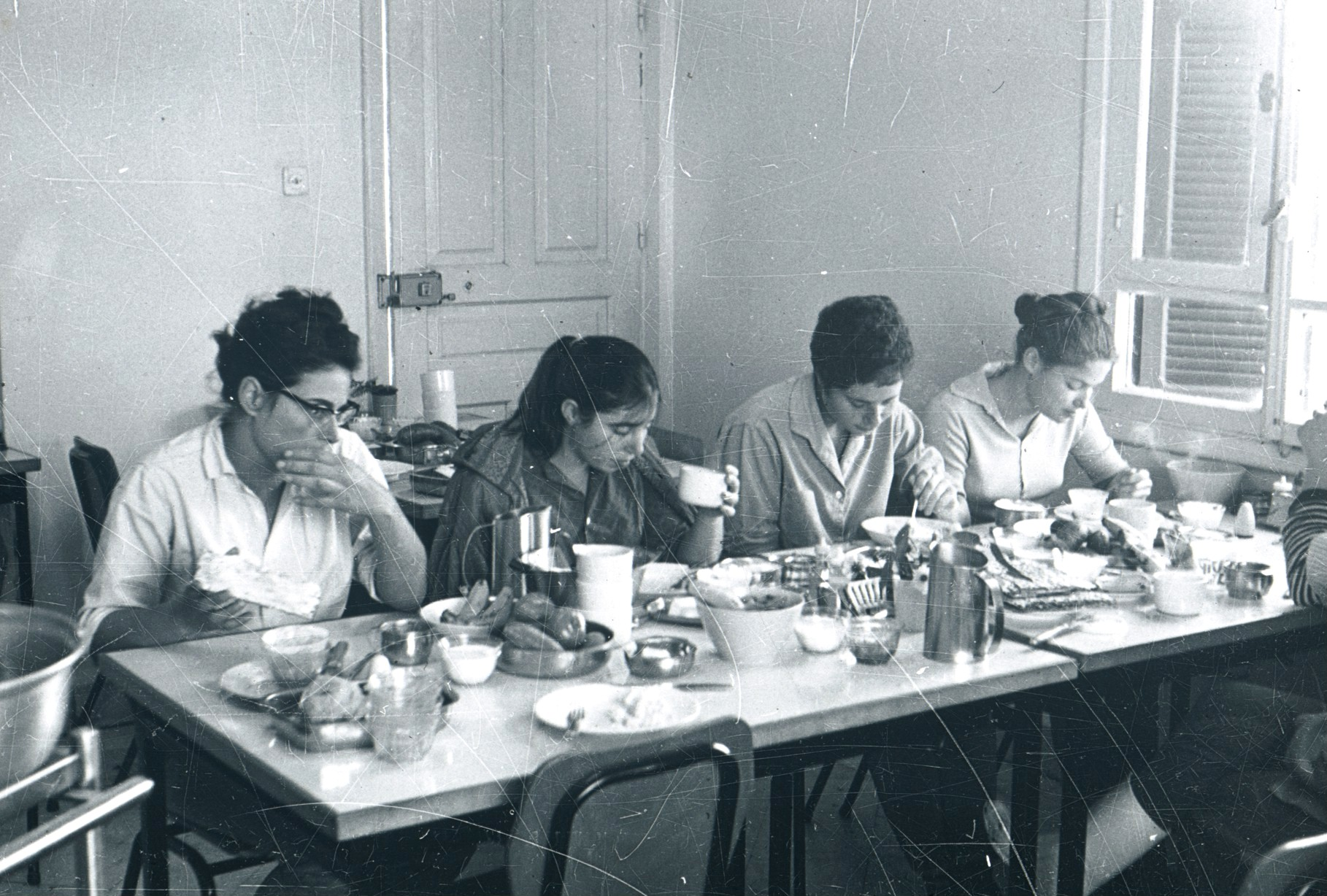

كميونة هي مجتمع متعمد به مجموعة من الأفراد يعيشون مع بعضهم البعض لهم اهتمامات مشتركة، يتشاركون في الملكية والممتلكات والموارد وفي بعض الكميونات العمل والدخل. بالإضافة للاقتصاد الجماعي، هناك إجماع في إتخاذ القرار، والبِنيات لَيست هَرَمِية والحَياة بِشَكل بِيئيء أصبح واحد من أهم المبادئ الأساسية. كَتَبَ أندرو جاكوبس الصحفي بجريدة النيويورك تايمز أنه على عكس المفاهيم الشائعة الخاطئة فإن «معظم كميونات التسعينات ليست لجوءاً للحب الحر ولكنها مجتمع منظم جيداً والأمور المالية مُذابة بشكل تعاوني حيث العملية تقود اليوم لا المنشطات والمخدرات.»

## تصنيف الكميونات
صنف بنيامين زابلوكي الكميونات إلى:
- مجتمع العائلة البديلة
- مجتمع تعاوني
- مجتمع مختلف ثقافياً
- مجتمع يعتمد على مبادئ مُساواتية
- مجتمع سياسي
- مجتمع تأهيلي للمرضى النفسيين والمدمنين السابقين
- مجتمع ديني
- مجتمع يرتكز لمبادئ روحية
- مجتمع تجريبي

العديد من هذه الكميونات من الممكن أن تَسْتَنِد لأكثر من تصنيف.

## المبادئ الجوهرية للكميونات
الخواص المركزية للكميونات، والتعريف الأساسي للكميونة لم يتغير عبر السنين. قبل عام 1840، كانت هذه الكميونات تسمى «تَسوِيات شيوعية واشتراكية»؛ وبحلول عام 1860 كانت تسمى كميونية (بالإنجليزية: communitarian)‏ وبعام 1920 اُستخدم المصطلح مُجتَمَع مُتَعَمد.
وفي بداية السبعينات مؤلف كتاب «الكميونات الجديدة» رون روبرتس صنف الكميونات تحت قائمة اليوطوبيات. هناك ثلاثة خصائص أساسية: الأولى المساواة - الكميونات ترفض بالخصوص القيادة الهرمية والتدرجات في الحالة الاجتماعية كضرورة للنظام الاجتماعي، ثانياً مقياس الإنسان -رأى أفراد الكميونات أن مقياس المجتمع أن يكون منظماً على أن يكون كبيراً. وثالثاً، أن تكون الكميونات ضد البيروقراطية.كميونة
بعد خمس وعشرون عاماً، عَرَفَ بيل ميتكالف في كتابه «رؤى مشتركة، وحيوات مشتركة» الكميونات أنها تتبع مبادئ جوهرية: أن أهمية الجماعة كمعارضة لوحدة العائلة النووية، التتبع الشائع، كمنزل إقامة جَمعِي وإتخاذ قرار والأعمال الداخلية الجَمعِية. الاشتراك في الحياة اليومية والتسهيلات، الكميونة هي شكل عائلي مِثالي، لعمل نوع جديد من المجموعة الأولية -عموماً أقل من عشرين فرد. أعضاء الكميونة بها روابط عاطفية لتكون مجموعة كبيرة بالنسبة لمجموعة فرعية أخرى، فالكميونة تتعدى عن طريق الخبرة بالمسألة العاطفية عن الاجتماعية (الجمعية).